# Mirandillas
Mirandillas är en ort i Mexiko.   Den ligger i kommunen Yurécuaro och delstaten Michoacán de Ocampo, i den centrala delen av landet, 300 km väster om huvudstaden Mexico City. Mirandillas ligger 1 694 meter över havet och antalet invånare är 536.
Terrängen runt Mirandillas är kuperad åt sydost, men åt nordväst är den platt. Terrängen runt Mirandillas sluttar västerut. Runt Mirandillas är det ganska tätbefolkat, med 199 invånare per kvadratkilometer. Närmaste större samhälle är Yurécuaro, 12,5 km väster om Mirandillas. I omgivningarna runt Mirandillas växer huvudsakligen savannskog.